# شوپن ۹۶۲سی‌آر
شوپن ۹۶۲سی‌آر (Schuppan ۹۶۲CR) خودرویی است که در سال‌های ۱۹۹۴۵ or ۶ producedتولید شده‌است. 
این خودرو در کلاس خودرو اسپورت قرار گرفته و طراحی آن خودروهای موتور وسط عقب-محور عقب بوده است. 
موتور آن ۳۲۹۴ سی‌سی سیستم جعبه‌دندهٔ آن ۵ دنده به صورت دستی است.